# کالبورلو (آرتوین)
کالبورلو (به ترکی استانبولی: Kalburlu) یک منطقهٔ مسکونی در ترکیه است که در آرتوین واقع شده‌است.
کالبورلو ۵۹ نفر جمعیت دارد.